# 爪哇啄花鸟
爪哇啄花鸟（学名：[Dicaeum sanguinolentum] 错误：{{Lang}}：文本有斜体标记（帮助）），是啄花鸟科啄花鸟属的一种，分布于东帝汶和印度尼西亚。该物种的保护状况被评为无危。
爪哇啄花鸟的栖息地包括亚热带或热带的（低地）湿润疏灌丛、亚热带或热带的湿润低地林、亚热带或热带的旱林、耕地、种植园、亚热带或热带严重退化的前森林和亚热带或热带的湿润山地林。